# الوارث بن كعب الخروصي

الإمام الوارث بن كعب الخروصي، هو ثاني أئمة أهل عمان بويع بالإمامة في القرن الثاني الهجري، ويعتبر الوارث بن كعب الخروصي من أعدل أئمة عمان، وقد سجل التاريخ هذه المأثرة العظيمة لهذا الإمام العادل.
تولى أمر عمان بعد عزل الإمام محمد بن أبي عفان عن طريق شيخ أهل الحل والعقد موسى بن أبي جابر الأزكوي (قبيلة عمانية)، وقع بينه وبين قائد هارون الرشيد عيسى بن جعفر قتال شديد أسفر عنه وقوع القائد العباسي أسيراً في يد الإمام الوارث ابن كعب، بلغ من عدل الإمام الوارث أنه قد وضع بعض المساجين على شرفات وادي كلبوه المحاذي لقلعة نزوى، فلما وقع ما يشبه الفيضان في عمان وارتفع منسوب المياه في الوادي لم يجرؤ أحد على تخليص المساجين فتقدم الإمام وهو حاكم لعمان فقال هؤلاء رعيتي أمانتي في عنقي فحاول إنقاذهم لكن الوادي جرفهم أجمعين فوجدت بعد فترة جثمان الإمام على ضفاف الوادي فاختلف أهل منطقة سعال والعقر أين يدفن الإمام فاتفق العلماء أن يدفن حيث وجد دفعاً للشقاق، ولا زال قبره موجوداً حتى الآن.

## بيعته للإمامة
لما أراد المسلمون عزل الإمام محمد بن أبي عفان عام 179هـ وذلك حينما ظهرت منه أحداث لم تعجبهم، ولم يرضوا سيرته، فأخرجوه من نزوى باحتيال، فلما خرج من نزوى اجتمعوا واختاروا لأنفسهم إماماً، فقدموا الوارث بن كعب الخروصي، وكان الوارث ممن اشتهر في الصلاح والتقوى، ويروى أنه قبل مبايعته بالإمامة كان يرى الرؤيا في نومه تدل على ظهور الحق على يديه، وأنه سيتولى أمر المسلمين، مقيماً شرع الله، فما حدث له من مبايعته بالإمامة إلا مصداقاً لما رأى.

## مواقفه

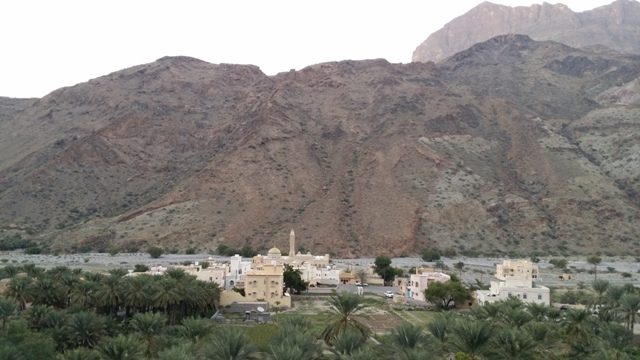
وادي بني خروص بولاية العوابي

كان الإمام الوارث بن كعب ذات يوم يحرث في زرع له بقرية هجار من وادي بني خروص، فسمع صوتا يقول له: اترك حرثك وسر إلى نزوى وأقم الحق بها، ثم ناداه ثانية، وثالثة بذلك، فقال الوارث: ومن أنصاري وأنا رجل ضعيف؟ فقيل له: أنصارك جنود الله، فقال: إن كان ذلك حقا فليكن مصاب مجزي هذا ينبت ويحضر من الشجرة التي أصله منها، فغرسه في الأرض فنبتت شجرة الليمون، ويقال أن هذه الشجرة موجودة إلى الآن ببلدة هجار.
كان الإمام الوارث بن كعب – رحمه الله – قبل البيعة بالإمامة يختلي بنفسه كثيرا في الشعاب و الفلوات، وكان كلما خلا سمع صوتاً يناديه ولا يرى شخصه، وهو يقول أبشر يا وارث.
لما أراد الوارث تنفيذ ما رآه من الرؤيا وما حدث له من كرامة شجرة الليمون سار إلى نزوى وجد خبازاً يخبز، وجندياً من جنود السلطان يأكل خبزة، والخباز يستغيث بالله بالمسلمين منه، ولما رأى الوارث الجندي على ذلك الحال، زجره ثلاثا فلم ينته، فما كان من الوارث إلا أن قتله، فمضى الوارث إلى المسجد قريب من الوادي – يسمى هذا المسجد الآن مسجد النصر –، فأسرعت جنود السلطان إلى الوارث تريد قتله، فلما وصلوا قريباً منه رأوا المسجد وقد غص بالرجال المقاتلة، فما استطاعوا إليه سبيلا، وحماه الله ومن كيدهم.
روي عن الإمام الوارث وذلك قبل مبايعته أنه مضى ذات يوم إلى الرستاق بعدما ظهر له البرهان في الإمامة فرأى رجلاً مصلوباً على جذع فسأل بعض الناس عن جنايته فقيل له: أراد السلطان منه كذا وكذا من الدراهم فأبى أن يسلمها له، فمضى الوارث إلى السلطان فسأله عن جنايته فقال له: أردت منه كذا وكذا من الدراهم كما أخبره ذلك الرجل، فمضى الوارث إلى ذلك الرجل المصلوب وسأله عن جنايته فأخبره ذلك الرجل كقول الرجل والسلطان وقال له: لو كان معي شيء من الدراهم لفديت نفسي من هذا الجبار، فقطّع عنه الحبال ومضى به إلى سفح الجبل الذي هو سهيلي الحصن فلما أُخبر السلطان عنه أرسل إليه بعض عسكره فلما اقتربوا منهما رأوا معهما عساكر كثيرة فأتوا إلى السلطان وأخبروه الخبر فقال: ما هو إلا ساحر، خلوا سبيله، فمضى الوارث بعض الأيام في وادي بني خروص ثم مضى إلى نزوى فاجتمع المسلمون على نصبه.

## وفاته

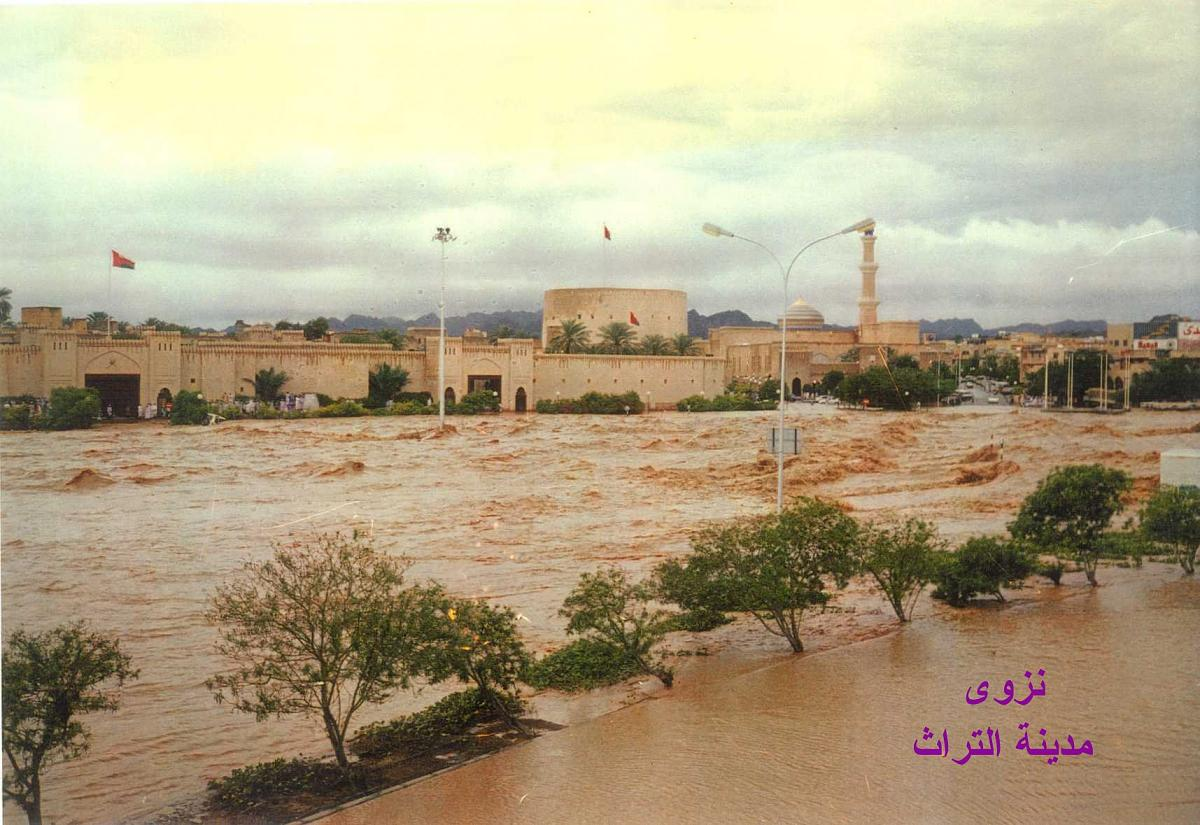
وادي كلبوه في ولاية نزوى

سار الإمام الوارث سيرة حسنة أساسها العدل وتطبيق شرع الله في إمامته، فلم يزل هكذا حتى اختار الله له ما لديه، وكان سبب موته أنه غرق في سيل وادي كلبوه – أحد أودية نزوى – وغرق معه سبعون رجلاً من أصحابه، وسبب أن السجن المسلمين يقع في مكان على مشارف الوادي، وكان به ناس محبوسون، فأمر بإطلاقهم، فلم يتحفز أحد من أن يمضي لإخراجهم خوفاً من  فمضى إليهم وتبعه ناس من أصحابه، فما كان الوادي إلا أن جرفهم هم والمحبوسين، وبعد أن يبس الوادي وجدوا جثته كأن لم يصبها شيء، ولم يتغير منها إلا خروج روحه الطاهرة منها، وأرادوا دفنه فتشاجر عليه أهل العقر وسعال – قريتان في نزوى – كل يريد أن يدفنه معه، فرأى ممن حضر من أهل الرأي أن يدفن مكانه – أي حافة مجرى الوادي – صلحاً بين الفريقين، وقبره معروف بين العقر وسعال، وكان كلما سال الوادي جارفاً يدور بقبره بدون أن يضر به فكانت هذه كرامة ظاهرة.